# Juan Smith
Juanne Hugo „Juan“ Smith (* 30. Juli 1981 in Bloemfontein) ist ein südafrikanischer Rugby-Union-Spieler, der als Flügelstürmer und Nummer Acht für die südafrikanische Nationalmannschaft, im Currie Cup für die Free State Cheetahs und im Super 14 für die Central Cheetahs spielt. Er wurde im Jahr 2007 mit den „Springboks“ Weltmeister.

## Karriere
Smith machte im Jahr 2002 erstmals auf sich aufmerksam, als er mit der U21-Nationalmannschaft Südafrikas an der Weltmeisterschaft dieser Altersklasse teilnahm. Im selben Jahr begann zudem seine Spielerkarriere im Currie Cup. 2003 lief erstmals für Cats im Super 12 auf. Mit Gründung eines eigenen Franchises in der Provinz Freistaat, den Central Cheetahs, wechselte er zu seiner jetzigen Mannschaft.
Smith gab im Jahr 2003 bei den Tri Nations sein Debüt für die Herrennationalmannschaft Südafrikas. Er gewann das Drei-Nationen-Turnier 2004 und den Titel bei den Weltmeisterschaften 2007. Im Jahr 2008 gelang es ihm mit den „Springboks“, alle Spiele gegen britische Nationalmannschaften zu gewinnen. Im Jahr 2009 war er Teil des Kaders Südafrikas zur Tour der British and Irish Lions. Die Springboks gewannen die Serie mit 2:1 und sicherten sich zudem den dritten Titel bei den Tri Nations im selben Jahr.